# Missy-lès-Pierrepont
Missy-lès-Pierrepont é uma comuna francesa na região administrativa de Altos da França, no departamento de Aisne. Estende-se por uma área de 6,6 km². Em 2010 a comuna tinha 108 habitantes (densidade: 16,4 hab./km²).